# Quishing
Quishing är bedrägeri med hjälp av qr-koder. Termen finns med i 2024 års nyordslista för svenska språket.
Elbilsägare över hela Europa blir allt oftare utsatta för nätfiske via QR-koder, en metod som kallas "quishing". Bedragare täcker över de riktiga QR-koderna med sina egna. När bilägarna försöker betala via QR-koden, leds de till en nästan identisk webbplats där de ombeds att dela sina uppgifter, vilket gör det möjligt för tjuvarna att stjäla deras pengar.